# Jerzy Stuhr
Jerzy Stuhr   (Cracòvia, 18 d'abril de 1947 - Cracòvia, 9 de juliol de 2024) va ser un actor, cineasta, professor d'actuació i guionista polonès. Va ser rector de l'Acadèmia d'Art Dramàtic Ludwik Solski de Cracòvia. Entre les seves interpretacions més destacades cal indicar el paper de Max en la pel·lícula polonesa d'acció, ciència-ficció i comèdia Seksmisja i el paper de Szyszkownik Kilkujadek en la comèdia, també polonesa, Kingsajz.